# Janez Vidic
Janez Vidic, slovenski slikar, * 8. februar 1923, Ljubljana, † 19. maj 1996, Maribor.

## Življenje in delo
Vidic se je po končani osnovni in trgovski šoli učil aranžerstva. Med okupacijo so ga Italijani zaprli in internirali v taboriščih v Čedadu, Gonars in Renicciju. Avgusta 1944 se je pridružil partizanom. Leta 1945 se je zaposlil kot vzorčni slikar v tekstilni tovarni Svila v Mariboru. V letih 1947−1950 pa je študiral slikarstvo na akademiji za upodabljajočo umetnost v Ljubljani ter se od 1950-1952 dodatno specializiral za zidno slikarstvo pri prof. S. Pengovu. V letih 1952−1956 je bil prof. risanja na gimnaziji v Slov. Bistrici, od 1956 do upokojitve 1973 pa tehnični urednik Založbe Obzorja v Mariboru. Leta 1977 je bil odlikovan z Redom za zasluge za ljudstvo s srebrnimi žarki. Prejel je tudi več nagrad, mdr. Levstikovo 1950, 1951, 1952, Kajuhovo 1969 in 1977 nagrado Prešernovega sklada.
Vidic je bil oče ilustratorja Matjaža (1947—1998) in slikarke Barbare.
Vidic je ustvarjal grafike, ilustracije, dela v olju tako na platnu kot na steklu, freske v 16 krajih po Sloveniji, med drugimi tudi v poslopju SRS in dela na lesu. Samostojno ali skupisko se je udeležil več razstav tako doma kot v tujini. Osnovno izhodišče Vidičevega umetniškega iskanja in izpovedovanja sta že od prvih začetkov človek in pokrajina. Lahko bi govorili o nekakšni gasparijevski navezanosti na ljudska izročila in starožitnost. Vrsto let ga je navdihoval slovenjegoriški svet, v katerem je izbiral motive od trdega in trpkega kmetiškega vsakdana do poetične in simbolične govorice rastlin in živali; odločilen sogovornik v večini njegovih del pa je pokrajina. Ilustracije odlikujeta oblikovno jasna in povedna risba in posluh za vsebino liter. predloge, za prostor in čas dogajanja, kar se posebej uveljavlja v mladin. ilustracijah. V stenskem slikarstvu velja podčrtati skrb za monumentalnost in dekorativnost, ki ju slikarjev intimni odnos do upodobljenih tem povzdiguje nad raven poprečnega stenskega okrasja.